# Spin the Bottle (Angel)
Spin the Bottle conocido en América Latina como Botella y en España como El hechizo de la botella es el sexto episodio de la cuarta temporada de la serie de televisión estadounidense Ángel. El guion del episodio y la dirección estuvieron a cargo de Joss Whedon, el cocreador de la serie. Se estrenó en los Estados Unidos el 10 de noviembre de 2002.
La pandilla entera sufre de amnesia cuando un hechizo sugerido por Lorne sale mal. Como consecuencia todos pierden su memoria de su relación con el mundo sobrenatural, algo que los mete en problemas lentamente. 

## Argumento
Por sugerencia de Lorne y con la ayuda obligada de Wesley, la pandilla entera practica un conjuro para poder restaurar la memoria de Cordelia. En el desarrollo del conjuro todos quedan suspendidos en un estado parecido al éxtasis hasta que Cordelia destroza por accidente la botella que era esencial para el hechizo. Esto le provoca a todos los miembros de la pandilla menos a un inconsciente Lorne la pérdida de la memoria. 
Cordelia y Fred se creen unas estudiantes de secundaria que han sido raptadas. Ángel solo recuerda ser el mismo muchacho irresponsable irlandés que era antes de ser vampiro y responde al nombre de Liam, Gunn se cree un rudo pandillero de Los Ángeles y Wesley vuelve a ser el mismo vigilante torpe y anticuado de antes. Todos se asustan cuando encuentran el cuerpo inconsciente de Lorne y lo atan a una silla para evitar que los ataque. Wesley sugiere que todos están siendo probados por el consejo de vigilantes, explicando que están encerrados en un lugar para enfrentarse a un vampiro que supuestamente deben matar. Las cosas se complican cuando Ángel descubre que es un vampiro y trata de ocultárselo al resto de la pandilla hasta que Lorne desmiente ese hecho al despertarse con la memoria intacta.
Como consecuencia de lo revelado por Lorne; Wesley y Gunn tratan de matar a Ángel pero el vampiro los derrota fácilmente. Connor se encuentra con Cordelia y se atreve a intentar matar a su padre al darse cuenta de que podría iniciar una relación con Cordelia que no recuerda nada de nuevo. Lorne consigue persuadir a Fred de desatarlo y prepara un antídoto del hechizo que le restaura la memoria a todos incluyendo a Cordelia quien huye despavorida al tener una visión de un demonio, no sin antes confirmarle a Àngel que lo recuerda todo y que si tenía sentimientos por él.               

## Elenco

### Principal
- David Boreanaz como Ángel.
- Charisma Carpenter como Cordelia Chase.
- J. August Richards como Charles Gunn.
- Amy Acker como Winifred Burkle.
- Vincent Kartheiser como Connor.
- Alexis Denisof como Wesley Wyndam-Pryce.

## Producción
Este fue el episodio más difícil e filmar de toda la serie debido a los muchos errores cometidos por parte de los actores. Ya que se les hacía difícil interpretar a sus personajes con amnesia.
Joss Whedon comento que en este episodio quería de regreso al torpe y descuidado Wesley pero que a su vez quería al nuevo Wesley.  

### Continuidad
- La trama de este episodio es muy parecida a los eventos ocurridos en el episodio Tabula Rasa de la serie Buffy, en el que los Scoobies olvidan quienes son por completo cuando un hechizo relacionado con la memoria sale mal.
- Cuando Cordelia ve a Angel "por primera vez" exclama las mismas palabras que dijo al conocerlo por primera vez en la serie Buffy.
- Un Wesley con amnesia cree está siendo probado por el consejo de vigilante en la prueba de la cazadora, una prueba que se le es puesta a todas las cazadoras cuando alcanzan la mayoría de edad. Lo curioso es que cuando Buffy paso por dicha prueba y Giles no, Wesley apareció después (Helpless)
- Fred confunda "Cazadoras" con la banda del mismo nombre. Esta la segunda vez en el buffyverso que esto sucede, la primera vez fue por el personaje Forrest en Doomed.

## Recepción
Los comentarios del DVD, del escritor/director Joss Whedon y el actor Alexis Denisof, fueron nominados como el mejor octagesimo sexto cometerio de 100 en DVD y películas por RateThatCommentary.com, y el tercero en Slayage.com.